# فابیانو الر
فابیانو الر دوس سانتوس (به پرتغالی: Fabiano Eller dos Santos) مدافع اهل برزیل است که در شهر Linhares و در تاریخ ۱۹ نوامبر ۱۹۷۷ به دنیا آمده‌است.
فابیانو الر در تیم‌های فوتبال واسکو دوگاما ،پالمیراس،فلامینگو،باشگاه ورزشی الوکره، Fluminense و باشگاه فوتبال ترابزون‌اسپور سابقهٔ حضور دارد. این بازیکن همچنین در سال، 2005 برای، تیم ملی فوتبال برزیل به میدان رفته‌است 